# Ялта-45
«Я́лта-45» — российский четырёхсерийный телевизионный художественный фильм режиссёра Тиграна Кеосаяна, снятый в 2011 году.
Основан на реальных исторических событиях, происходивших в Ялте во время Второй мировой войны. Повествует о периоде подготовки к встрече лидеров трёх стран антигитлеровской коалиции — СССР, США и Великобритании — в начале 1945 года. События фильма вмещают в себя восемь январских дней 1945 года.
Съёмки картины производились в Крыму в начале 2011 года, практически в те же сроки, когда проходила Ялтинская конференция.
Премьерный показ телефильма состоялся с 1 по 4 мая 2012 года на «Первом канале».

## Сюжет
Январь 1945 года, конец Второй мировой войны. В приморской Ялте идёт подготовка к очередной встрече лидеров трёх стран антигитлеровской коалиции: Сталина, Рузвельта и Черчилля. Специальные службы работают сообща, чтобы обеспечить безопасность лидеров союзников. По агентурным сведениям, в городе действительно находится группа диверсантов, угрожающая сорвать судьбоносную встречу, планируя покушение на глав коалиции. На борьбу с диверсантами брошены лучшие силы — капитан контрразведки Алексей Турок (Александр Голубев) с помощниками, местный следователь Жора Маркаров (Евгений Миллер) и майор американской разведки Джон Уилби (Максим Матвеев). И Туроку важно успеть разобраться, насколько надёжны новые друзья и не опасно ли доверять старым.

## Роли исполняют

### В главных ролях
- Александр Голубев — Алексей Турок, капитан советской контрразведки, главный специалист по диверсионной работе особой группы
- Евгений Миллер — Жора (Георгий Арутюнович) Маркаров, следователь уголовного розыска города Ялты, капитан, армянин по национальности
- Максим Матвеев — Джон Уилби (он же Иван Сергеевич Ивлев), майор специального отдела «Х-2» Управления стратегических служб американской контрразведки, православный русского происхождения
- Алёна Хмельницкая — Нина, вдова фронтовика Володи, друга Жоры
- Кристина Бабушкина — Люська, конвоир, ефрейтор
- Михаил Евланов — Исмаил Кадыев, бывший сослуживец Жоры, крымский татарин (записался лезгином)
- Катерина Кузнецова — Вера, медсестра
- Александр Феклистов — Федотов, комиссар 3-го ранга НКГБ СССР
- Александр Коршунов — Мавлянов, следователь НКГБ СССР, майор
- Алексей Девотченко — Шебеко, доктор

### В ролях
- Борис Каморзин — Николай Сидорович Власик, первый заместитель начальника 1-го отдела НКВД СССР, комиссар 3-го ранга НКГБ СССР
- Валерий Зайцев — Борис Сергеевич Гайдеш, парикмахер
- Виктор Добронравов — Кавун, бывший уголовник, бандит-диверсант
- Иван Добронравов — Рябец («Рябчик»), чистильщик обуви, бандит-диверсант
- Владимир Капустин — Леонид, ветеран войны
- Николай Козак — сотрудник НКВД
- Семён Почевалов — молодой сотрудник уголовного розыска
- Игорь Савочкин — Иванов, радист, больной чахоткой
- Егор Сальников — Сеньшов, рядовой
- Сергей Фролов — майор
- Юрий Яковлев-Суханов — Алексей Дмитриевич Бесчастнов, подполковник, заместитель начальника охраны Ливадийского дворца
- Юрий Рудченко — директор ресторана «Ялта»
- Сергей Романюк — комиссар органов госбезопасности
- Александр Логинов — Рейли, генерал
- Валерий Легин — британский офицер

## Создатели сериала
- Режиссёр-постановщик: Тигран Кеосаян.
- Автор сценария: Алексей Поярков.
- Главный оператор: Игорь Клебанов.
- Композитор: Сергей Терехов.
- Художник: Пётр Корягин.
- Продюсеры: Сергей Даниелян, Арам Мовсесян, Денис Фролов, Рубен Дишдишян.
- Исполнительные продюсеры: Татьяна Воронович, Давид Кеосаян, Наталья Каптан.